# Phlegra flavipes
Phlegra flavipes là một loài nhện trong họ Salticidae.
Loài này thuộc chi Phlegra. Phlegra flavipes được J. Denis miêu tả năm 1947.